# Томпсон (Пенсилванија)
Томпсон (енгл. Thompson) град је у америчкој савезној држави Пенсилванија.

## Демографија
По попису из 2010. године број становника је 299, што је 0 (0,0%) становника више него 2000. године.
| Група             | 2000.       | 2010.       |
| Белци             | 287 (96,0%) | 294 (98,3%) |
| Афроамериканци    | 0 (0,0%)    | 1 (0,3%)    |
| Азијати           | 0 (0,0%)    | 0 (0,0%)    |
| Хиспаноамериканци | 1 (0,3%)    | 2 (0,7%)    |
| Укупно            | 299         | 299         |